# Talan Towers
Talan Towers (рус. «Талан Тауэрс») — общественно-деловой комплекс, расположенный в городе Астана, Казахстан. Комплекс состоит из подиума и двух башен с офисными, торговыми, гостиничными и жилыми помещениями. В 30-этажной башне Talan Towers Offices расположен бизнес-центр, в 25-этажной The Ritz-Carlton отель и апартаменты. Башни соединены торговой галереей. Общая площадь — 106 194 м². Построен по заказу казахстанской группы компаний «Верный Капитал» и открыт в 2017 году.
В марте 2018 года проект получил сертификат LEED GOLD.

## История
Подготовка к строительству многофункционального комплекса Talan Towers началась в 2012 году. 18 июня 2013 года был заложен первый камень. Строительство проходило в два этапа: первый был завершен осенью 2016 года, а второй — весной 2017 года. 3 июня 2017 состоялось открытие башни отеля The Ritz-Carlton, Astana. А в сентябре 2017 года открытие башни бизнес-центра Talan Towers Offices.
15 марта 2018 Talan Towers получил международный сертификат LEED в категории GOLD.
В сентябре 2019 состоялась презентация офис-пространства Talan Towers Executive Hub. Позже, в этом месяце открылась 3-этажная торговая галерея Talan Gallery. Она является частью архитектурного комплекса Talan Towers.
13 ноября 2019 года в Talan Towers установили зарядные станции Tesla Supercharger. Это первые зарядные устройства Tesla на территории СНГ, официально представленные компанией.

## Архитектура и дизайн
В реализации проекта участвовали более 100 компаний, среди них дизайнерские бюро, консультанты и подрядчики. Координацией всех участников строительства занималась американская компания Turner International. Архитектурная концепция Talan Towers разработана американской компанией SOM (Skidmore, Owings & Merrill), которая проектировала небоскребы Бурдж-Халифа в ОАЭ, John Hancock Center, Трамп-тауэр, а также World Trade Center и Freedom Tower в США. Возведением зданий занимались строительные компании Renaissance, Metal Yapi, Kone, KUKBO, «Энергопроект» и «Элит Констракшн». В разработке дизайна объектов комплекса участвовали сразу несколько компаний: Pringle Brandon Perkins + Will, Callison и Richmond International. В отделке Talan Towers было использовано 56 видов натуральных камней, привезенных из карьеров Италии, Испании, Бельгии, Германии, Китая, Турции и Индии. В том числе камни «Лаймстоун» юрского периода, мрамор Sahara Noir, Perlato Bianco, Bianco Carrara, Crema Marfi и Calacatta.

## Характеристики
Комплекс Talan Towers состоит из двух башен и объединяющей их торговой галереи. Общая площадь — 106 194 м².

### Talan Towers Offices
Первая башня Talan Towers Offices имеет высоту 145 м и 30 этажей. Общая площадь бизнес-центра 31 908,3 м2. В Talan Towers Offices внедрены технологии зелёной кровли, удерживающие тепло, системы водосбережения и капельного орошения, повторное использование дождевой воды для полива зеленых насаждений, установлены солнечные батареи. Также, при строительстве было использовано энергосберегающее стекло, позволяющее оптимизировать температуру и освещенность внутри здания.

### The Ritz-Carlton, Astana
Вторая башня — отель The Ritz-Carlton, Astana расположен на 17 этажах в 25-этажной башне и состоит из 157 номеров, ресторанов Mokki и Selfie Astana, Mokki Cafe, лобби-лаунжа Өzen, The Ritz-Carlton SPA, Astana и конференц-залов площадью свыше 1400 м². Семь верхних этажей башни The Ritz-Carlton, Astana отведены под 27 резиденций The Ritz-Carlton Residences, Astana.

### Паркинг
Паркинг Talan Towers состоит из двух уровней и рассчитан на 550 мест.

## Фотогалерея